# Marija Gorochovská
Marija Gorochovská (ukrajinsky: Марія Гороховська; 17. října 1921, Jevpatorija – 22. července 2001, Tel Aviv) byla ukrajinská gymnastka židovského původu, která reprezentovala Sovětský svaz. Na olympijských hrách v Helsinkách roku 1952 získala zlatou medaili ve víceboji a z družstev. K tomu přidala pět stříbrných medailí – z přeskoku, bradel, kladiny, prostných a společné sestavy s náčiním. Získala tak medaili ve všech gymnastických disciplínách, jichž se na těchto hrách dalo zúčastnit. Stala se první ženou historie, které se podařilo získat sedm medailí na jedněch olympijských hrách. Prozatím se tento výsledek podařilo vyrovnat jen australské plavkyni Emmě McKeonové v roce 2021. Na hrách v Helsinkách se sovětská gymnastika prvně představila v mezinárodním zápolení, a to v době, kdy Gorochovské bylo již 31 let. Zúčastnila se pak ještě mistrovství světa roku 1954 (bronz z prostných a zlato z družstev) a ukončila kariéru. Poté pracovala jako gymnastická rozhodčí, od roku 1964 na mezinárodní úrovni. Když v čase Gorbačovovy perestrojky Sovětský svaz umožnil odchod židovských občanů do Izraele, využila roku 1990 této příležitosti. Teprve tehdy se veřejnost dozvěděla, že je židovské národnosti. V Izraeli pak do konce života pracovala jako trenérka gymnastiky. V roce 1991 byla uvedena do Židovské sportovní síně slávy. Za druhé světové války se přihlásila jako dobrovolnice a pracovala v leningradském válečném lazaretu. Za to byla po válce vyznamenána Řádem velké vlastenecké války.